# Atheas nigrocornis
Atheas nigrocornis är en insektsart som beskrevs av Champion 1898. Atheas nigrocornis ingår i släktet Atheas och familjen nätskinnbaggar. Inga underarter finns listade i Catalogue of Life.